# Trigonidium paranoe
Trigonidium paranoe är en insektsart som beskrevs av Otte, D. 1994. Trigonidium paranoe ingår i släktet Trigonidium och familjen syrsor. Inga underarter finns listade i Catalogue of Life.